# Pokémon 4Ever
Pokémon 4Ever eller Pokémon 4Ever - Celebi, skogens röst, är en japansk animerad film från 2001 (släppt 2004 i Sverige på DVD). Den är regisserad av Kunihiko Yuyama och är baserad på TV-serien Pokémon. Det är den fjärde officiella Pokémonfilmen och blev släppt 7 juli 2001 i Japan och den 11 oktober 2002 i USA. 

## Handling
För 40 år sedan gick Sam in i en skog och träffade på Celebi, en legendarisk Pokémon. En jägare jagade Celebi, så den var tvungen att använda sitt mäktigaste försvar: att resa i tiden. Med sig på resan råkar den få Sam.
Nu är Ash, Brock, Misty och Pikachu på väg till nästa gym i Johto-regionen, och de får lift av kille som tar hem dem till sin hemby, Arborville. När de planerar att ge sig in i en stor skog som ska ha massor av ovanliga Pokémon blir de varnade av en gammal dam om "Skogens röst", som kan bära med sig människor till en annan tid om de inte står stilla. Inne i skogen hittar Ash Sam utslagen helt ensam och efter att Sam har vaknat får han veta att han befinner sig 40 år framåt i tiden. Eftersom Celebi är skadad börjar de tillsammans leta efter Celebi. När de hittar Celebi är den först rädd och gör motstånd, men efter lite övertygande lyckas de få Celebis förtroende. Dock kommer Järnmaskmarodören, en högt rankad medlem av Team Rocket, som försöker fånga Celebi och attackerar dem. Jesse, James och Meowth har också anslutit sig till Järnmaskmarodören.
Efter att ha flytt undan tar de Celebi till dess hem, Livets sjö, där de helar dess skador med vattnet. De sover sedan i skogen under natten. Nästa dag blir Celebi fångad av Järnmaskmarodören och blir ond av en Mörkboll, en Pokéboll som gör den fångade Pokémon ond och förstärker dess krafter och förmågor mångfalt. Järnmaskmarodören beordrar Celebi att skapa ett stort monster gjort av saker i skogen, och Ash och hans vänner jagar efter i en flygande båt. Efter att de har blivit nedskjutna av onda Celebi försöker Järnmaskmarodören döda Ash och Sam, men en Suicune kommer och räddar dem i sista sekunden. Medan Brocks Onix och Suicune strider mot Järnmaskmarodörens Tyranitar klättrar Ash och Sam upp till Celebi inuti det enorma monstret och försöker få den att komma ihåg dess minnen. De lyckas och får Celebi att bli normal.
Det stora monstret kollapsar, och faller i Livets sjö. Dock skrumpnar Celebi ihop i Ashs händer och trots att de försöker rädda den i sjön går det inte att rädda Celebi. När de tror att det inte finns något hopp hör de skogens röst och hundratals Celebi kommer fram. Tillsammans räddar de Celebi och försvinner. Efter ett misslyckat sista försök av Järnmaskmarodören att kidnappa Celebi förbereder sig Sam att resa tillbaka i tiden och han och Ash tar ett känslomässigt farväl. Innan Ash ger sig av för nästa stad pratar han med Professor Oak i telefon och berättar om vad som har hänt. Professor Oak säger till en ledsen Ash att han och Sam alltid kommer att vara vänner. I filmens sista scen så upptäcker Oaks assistent Tracy en gammal ritbok med de teckningar som Sam har ritat under filmens gång, vilket antyder starkt till att Sam är Oak som ung pojke. 